# Ocotea laticostata
Ocotea laticostata är en lagerväxtart som beskrevs av C. K. Allen. Ocotea laticostata ingår i släktet Ocotea och familjen lagerväxter. Inga underarter finns listade i Catalogue of Life.